# Antoine-Günther d'Anhalt-Mühlingen
Antoine Günther d'Anhalt-Mühlingen (né le 11 novembre 1653 – 10 décembre 1714) est un prince allemand de la maison d'Ascanie qui règne sur la petite principauté d'Anhalt-Mühlingen issue d'un partage de l'Anhalt-Zerbst.

## Biographie
Antoine Günther naît à Zerbst, il est le quatrième mais second survivant des fils de Jean VI d'Anhalt-Zerbst, et de son épouse Sophie-Augusta de Holstein-Gottorp, fille de Frédéric III de Holstein-Gottorp. À la mort de son père en 1667, Antoine Günther reçoit le château de Mühlingen qui devient le centre de la petite principauté qui lui est attribuée. Pendant sa minorité la régence est assurée par sa mère la duchesse douairière Sophie Auguste. En 1669 avec son frère aîné Charles-Guillaume ils commencent leur Grand Tour et visitent les Pays-Bas, l'Angleterre, la France et l'Italie. Il ne reviennent à Zerbst qu'en 1672.

## Carrière militaire
Peu après, il entreprend une carrière militaire ; il combat en Italie contre les troupes françaises sous le commandement de Jean-Charles comte palatin de Birkenfeld, il est aussi présent au siège d'Audenarde, Grave (1674) et Philippsburg (1676). Après le Traité de Nimègue, il réside en Italie jusqu'en 1681 avant de revenir à Zerbst. Une année plus tard, il voyage de nouveau et visite à cette époque le Danemark la Suède la Courlande et la Pologne. Sous le commandement de l'Électeur Jean-Georges III de Saxe, il combat lors de la Bataille de Vienne en 1683 contre les ottomans.
En 1689, la guerre contre  le roi Louis XIV de France reprend ; il attaque Bonn avec les troupes du Brandebourg, où il se distingue particulièrement lors de la bataille. Électeur Frédéric III (futur roi Frédéric Ier de Prusse) le surnomme Obersten (le Plus Grand). Antoine Günther marche en 1690 avec les armées brandebourgeoises vers le  Brabant où il devient Commandant d'Ath. En 1692 il combat lors de la bataille de Steenkerque, où il reçoit cinq blessures par arme à feu dans son bras gauche. Rapidement rétabli, il est de nouveau blessé à  Landau, une nouvelle fois au bras. Désormais à la tête d'un bataillon, le roi Guillaume III d'Angleterre en 1694 le nomme Commandant en Chef d'une armée de 9 bataillons et en 1695 il lui accorde le gouvernement d'Ath, dont la forteresse est rapidement assiégée, malgré une brave défense de Nicolas de Catinat.
En 1698 il est nommé major-général par l'électeur de Brandenbourg, et en même temps il reçoit le commandement de 5 000 « Hülfstruppen » qui interviennent au service de la République des Pays-Bas. C'est à ce titre qu'il est présent au siège de Bonn et une nouvelle fois blessé par une balle perdue dans la poitrine. Après les pourparlers de Bonn, il se rend au Brabant et prend Huy. Toutefois sa santé est gravement affectée par ses nombreuses blessures et se sentant  affaibli il est contraint de renoncer à ses commandements. Après avoir pris les bains d'Aix-la-Chapelle il revient de Berlin à Zerbst. En 1705 le roi Frédéric Ier le nomme lieutenant-général.

## Union et postérité
Vers 1680, Antoine Günther commence une longue liaison avec la belle et délicate Auguste Antonie Marschall von Bieberstein (née à Zerbst, le 3 mars 1659 – morte à Calbe, le 28 décembre 1736), une dame de la suite de sa mère. Elle vit sous le nom de « Madame Güntherode » à Naumburg, où le prince lui rend visite pendant de courtes périodes entre ses longues absences. De leur union ne nait qu'une fille :
- Antoinette («von Günthersfeld » en 1705) (née à Naumburg, le 27 octobre 1681 – morte à Calbe, le 16 novembre 1754), qui épouse d'abord Sigismond de Mergenthal (mort en 1708), puis le 24 septembre 1714 Burchard Vollrath d'Erlach (mort en 1716), enfin en 3e noce le 24 mai 1720  Christian Albert de Platen (mort après 1754).

Après son retour définitif dans son domaine Antoine-Günther épouse officiellement sa bien-aimée Auguste à Zerbst le 1er janvier 1705; peu après elle est créée « dame de Günthersfeld ». Parce qu'Auguste n'est issue que de la petite noblesse il s'agit d'un mariage morganatique et leur fille Antoinette, légitimée par leur mariage, ne peut seulement bénéficier que du titre de « von Günthersfeld », accordé à sa mère, elle n'épousera d'ailleurs que de jeunes officiers de petite noblesse. Le couple vit tranquillement à Zerbst puis dans le château de  Mühlingen. Après s'être tourné vers la religion lors de ses dernières années Antoine-Günther meurt à Zerbst sans héritier masculin et sa principauté est réunie à l'Anhalt-Zerbst.